# 斯波義孝
斯波 義孝（しば よしたか、享徳3年（1454年）- 没年不詳）は室町時代後期から戦国時代初期の武将。通称は孫三郎。官職は従五位下民部少輔。斯波氏分家の大野斯波氏の第3代当主・斯波持種の子で、兄に武衛家（斯波本家）を継承した斯波義敏がいる。幼名は竹王丸。妻は兄・義敏の娘（義孝の姪にあたる）。子は義縁（よしより）、義信（よしのぶ）。

## 生涯
享徳2年（1454年）、大野斯波氏の当主・斯波持種の子として生まれる。大野家は斯波一門中最も本家に近い家柄であり、代々足利将軍の偏諱を賜い（義孝も第8代将軍・足利義政より「義」の1字を受けている）、事実上の大野郡分郡守護を世襲するなど高い家格を有した。
この頃の斯波氏は、本家である武衛家当主が相次いで早世しており、義孝の兄・義敏が武衛家当主の座を継承していた。しかし義敏は武衛家重臣甲斐常治と対立を深め長禄合戦を引き起こして一時失脚してしまう。義敏の嫡男である松王丸は一度は継いだ武衛家の家督を奪われて相国寺に送られ、義敏の実弟である竹王丸も延暦寺に送られた。
文正元年（1466年）に義敏が復権すると、竹王丸も8月3日に延暦寺から京都に戻され（『大乗院寺社雑事記』）、8月17日には幕府から越前国大野郡を与えられ、大野斯波氏を継ぐことが許された（『蔭涼軒日録』）。ところが、今度は渋川氏から武衛家に養子に入っていた義廉との間に武衛騒動を引き起こし、それが応仁の乱の遠因になるなど混迷の中にあった。更にこの武衛家の混乱に乗じた武衛家重臣の朝倉敏景（孝景）によって、斯波氏の本拠地ともいえる越前を押領されてしまう状況となった。そのような状況の中で長じた義孝は兄・義敏の娘を娶って、甥である松王丸改め義寛（義良）と義理の兄弟になると、義寛と共に、越前を簒奪した朝倉氏との戦いに身を投じる事となる。後に義孝は義寛の「上屋形」に対し、「下屋形」と称されている。
没年は不詳。義孝死後の大野家は、子の義縁、義信（義延とも）兄弟がそれぞれ継承していったとされる。